# Alergia insulinowa

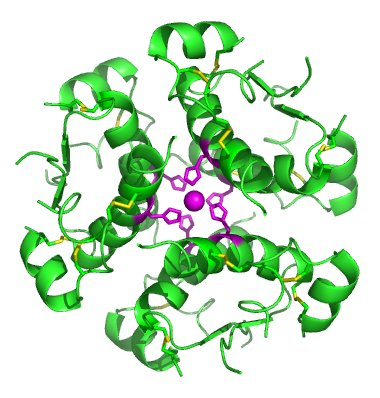
Insulina

Alergia insulinowa – stan humoralnej nadwrażliwości na hormon insulinę objawiający się występowaniem nieswoistych objawów uczulenia (głównie na skórze, rzadko na innych narządach) po jej wstrzyknięciu. Sama w sobie insulina rzadko jest przyczyną uczulenia. Zazwyczaj za jego wystąpienie odpowiedzialne są:
- białkowe zanieczyszczenia w nieoczyszczonej lub słabo oczyszczonej insulinie
- substancje dodawane do hormonu, mające przedłużyć jego działanie
- środki odkażające

Pewne znaczenie w powstawaniu alergii mogą mieć także gatunkowe różnice w składzie chemicznym insuliny.

## Alergia insulinowa wczesna
Pojawia się w postaci nacieku na skórze (czasem o charakterze martwicznym) około 2 (rzadziej 3–4) godzin po wstrzyknięciu insuliny, znikają po 1–2 dniach. Mają one charakter pośredni między odczynem wczesnym a późnym (tzw. odczyn wczesny opóźniony). Odczyn uogólniony uwidacznia się w postaci pokrzywki, czasem swędzącego obrzęku, obrzęku stawów, gorączki.
Najgorszą postacią odczyny uogólnionego jest wstrząs anafilaktyczny, któremu towarzyszą nieraz obrzęk głośni, skurcz oskrzeli i spadek ciśnienia tętniczego.
W przypadku wystąpienia alergii insulinowej podczas stosowania insuliny należy zbadać czy odczyn wywołany jest przez sam hormon czy substancje do niego dodane.

## Alergia insulinowa późna
Jest to miejscowy odczyn skóry pojawiający się po 18–24 godzinach od podania insuliny, w miejscu jej wstrzyknięcia. Ten typ alergii insulinowej objawia się twardym, ciemnoczerwonym, swędzącym i piekącym nacieczeniem o średnicy ok. 3–5 centymetrów. Osiąga ono maksymalne nasilenie po 36–48 godzinach i zazwyczaj znika po kilku dniach bez leczenia.
Alergia typu późnego jest wyrazem nadwrażliwości typu komórkowego na insulinę. Alergii tej nie towarzyszy zwiększone zapotrzebowanie organizmu na hormon i nie stanowi ona takiego zagrożenia dla zdrowia pacjenta jak alergia wczesna.